# Ingleside (Teksas)
Ingleside – miasto w Stanach Zjednoczonych, w stanie Teksas, w hrabstwach San Patricio i Nueces.
Pierwsi osadnicy przybyli na teren obecnego miasta w 1854 r., prawa miejskie natomiast uzyskało w 1951 roku.

## Demografia
Według przeprowadzonego przez United States Census Bureau spisu powszechnego w 2010 miasto liczyło 9 387 mieszkańców, co oznacza utrzymanie populacji w porównaniu do roku 2000. Natomiast skład etniczny w mieście wyglądał następująco: Biali 83,7%, Afroamerykanie 1,9%, Azjaci 2,1%, pozostali 12,3%. Kobiety stanowiły 50% populacji.